# Киркёде, Марен
Марен Киркёде (норв. Maren Kirkeeide; род. 1 марта 2003) — норвежская биатлонистка, двукратный призёр чемпионата мира 2025 года, четырёхкратная чемпионка Европы.

## Карьера
Марен Киркёде родилась 1 марта 2003 года в Стрюне. Состоит в родственных отношениях, племянница, пятикратного чемпиона мира и призёра Олимпийских игр по лыжным гонкам Одда-Бьёрна Йельмесета.
В сезоне 2021/2022 годов Киркёде приняла участие в чемпионате мира среди юниоров в США, на котором завоевала золотую медаль в спринте.
В 2022 году начала выступления на стартах Кубка IBU. В дебютном сезоне Марен стала победительницей шести гонок. В составе сборной Норвегии приняла участие в чемпионате Европы в Ленцерхайде и завоевала золото в смешанной эстафете. В том же сезоне дебютировала на этапах Кубка мира.
В 2024 году на чемпионате Европы в Словакии выиграла три золотых медали: в смешанной эстафете, индивидуальной гонке и гонке преследования, а также завоевала серебро в спринте.
Свой первый подиум на Кубке мира Киркёде отпраздновала в декабре 2024 года, когда стала третьей в эстафетной гонке на этапе в Финляндии.
В Ленцерхайде на чемпионате мира 2025 года в составе норвежской четвёрки завоевал серебряную медаль в смешанной эстафете, а также стала бронзовым призёром в масс-старте.

## Выступления

### Чемпионаты мира
| Соревнование     | Индивидуальная | Спринт | Преследование | Масс-старт | Эстафета | Смешанная эстафета | Сингл-микст |
| ---------------- | -------------- | ------ | ------------- | ---------- | -------- | ------------------ | ----------- |
| 2025 Ленцерхайде | 8              | 16     | 33            | 3          | 2        | 4                  | -           |